# George Barnwell the London Apprentice
George Barnwell the London Apprentice è un cortometraggio muto del 1913 diretto da Hay Plumb.

## Trama
Una donna persuade un operaio ad uccidere il suo ricco zio.

## Produzione
Il film fu prodotto dalla Hepworth.

## Distribuzione
Distribuito dalla Hepworth, il film - un cortometraggio in tre bobine - uscì nelle sale cinematografiche britanniche nel febbraio 1913. Negli Stati Uniti, venne distribuito dalla Kineto Films il 31 luglio 1913 con il titolo In the Toils of the Temptress.
Fu distrutto nel 1924 dallo stesso produttore, Cecil M. Hepworth. Fallito, in gravissime difficoltà finanziarie, Hepworth pensò in questo modo di poter almeno recuperare il nitrato d'argento della pellicola.